# Методи Петровски
Методи Петровски (на македонска литературна норма: Методи Петровски) е политик и общественик от Социалистическа република Македония.

## Биография
Петровски е 13-ият градоначалник на град Куманово след Втората световна война и е сред кметовете направили най-много за развитието на града. Петровски управлява града два мандата от 1974 до 1978 и от 1978 до 1982 година. Негово дело е пробиването на булевард „Трета македонска ударна бригада“ и улица „Гоце Делчев“ със затваряне на реката Серава, урбанизиране и оформяне на квартала „Гоце Делчев“, както и на кварталите Зелен рид и Железопътна гара, изграждане на Спортната зала, на Олимпийския басейн в Проевце с общински и републикански пари, изграждане на Дома на културата „Трайко Прокопиев“, изграждане на много пътни възели и други.